# Apouhoura
L'Apouhoura est un ruisseau  qui traverse le département des Pyrénées-Atlantiques et un affluent du Saison dans le bassin versant de l'Adour.

## Géographie
D'une longueur de 10,7 kilomètres, il prend sa source sur la commune d'Aussurucq (Pyrénées-Atlantiques), à la fontaine d'Uthurbietta, sous le nom de ruisseau de Guessalia, à l'altitude de 220 mètres.
Il coule du sud-ouest vers le nord et se jette dans le Saison à Idaux-Mendy, à l'altitude 160 mètres.

## Communes et cantons traversés
Dans le seul département des Pyrénées-Atlantiques, l'Apouhoura traverse deux communes et un canton : dans le sens amont vers aval : Aussurucq (source) et Idaux-Mendy (confluence).
Soit en termes de cantons, l'Apouhoura prend source et conflue dans le canton de Mauléon-Licharre.

## Affluents
L'Apouhoura n'a pas d'affluent référencé.